# Forceville-en-Vimeu
Pour les articles homonymes, voir Forceville (homonymie) et Vimeu.
Ne doit pas être confondu avec la commune de la Somme Forceville (parfois dénommée Forceville-en-Amiénois).
Forceville-en-Vimeu est une commune française située dans le département de la Somme, en région Hauts-de-France.

## Géographie

### Localisation
Forceville-en-Vimeu est un village picard du Vimeu.
Limitrophe de Oisemont, la localité est située à 10 km à l'ouest d'Airaines, 16 km au sud d'Abbeville et à 37 km à l'ouest d'Amiens, à vol d'oiseau.
Le territoire de la commune est limitrophe de ceux de cinq communes.Les communes limitrophes sont  Citerne, Fontaine-le-Sec, Neuville-au-Bois, Oisemont et Woirel.

### Géologie et relief
Le sol est principalement de nature argilo-sableuse. Un secteur calcaire est cependant signalé au nord-est du territoire.
En 1899, une nappe d'eau importante, située à 55 m de profondeur, alimente l'usine locale. L'établissement industriel emploie alors environ 400 personnes à la fabrication de toile grossière.

### Hydrographie
La commune est située dans le bassin Artois-Picardie. Elle n'est drainée par aucun cours d'eau.

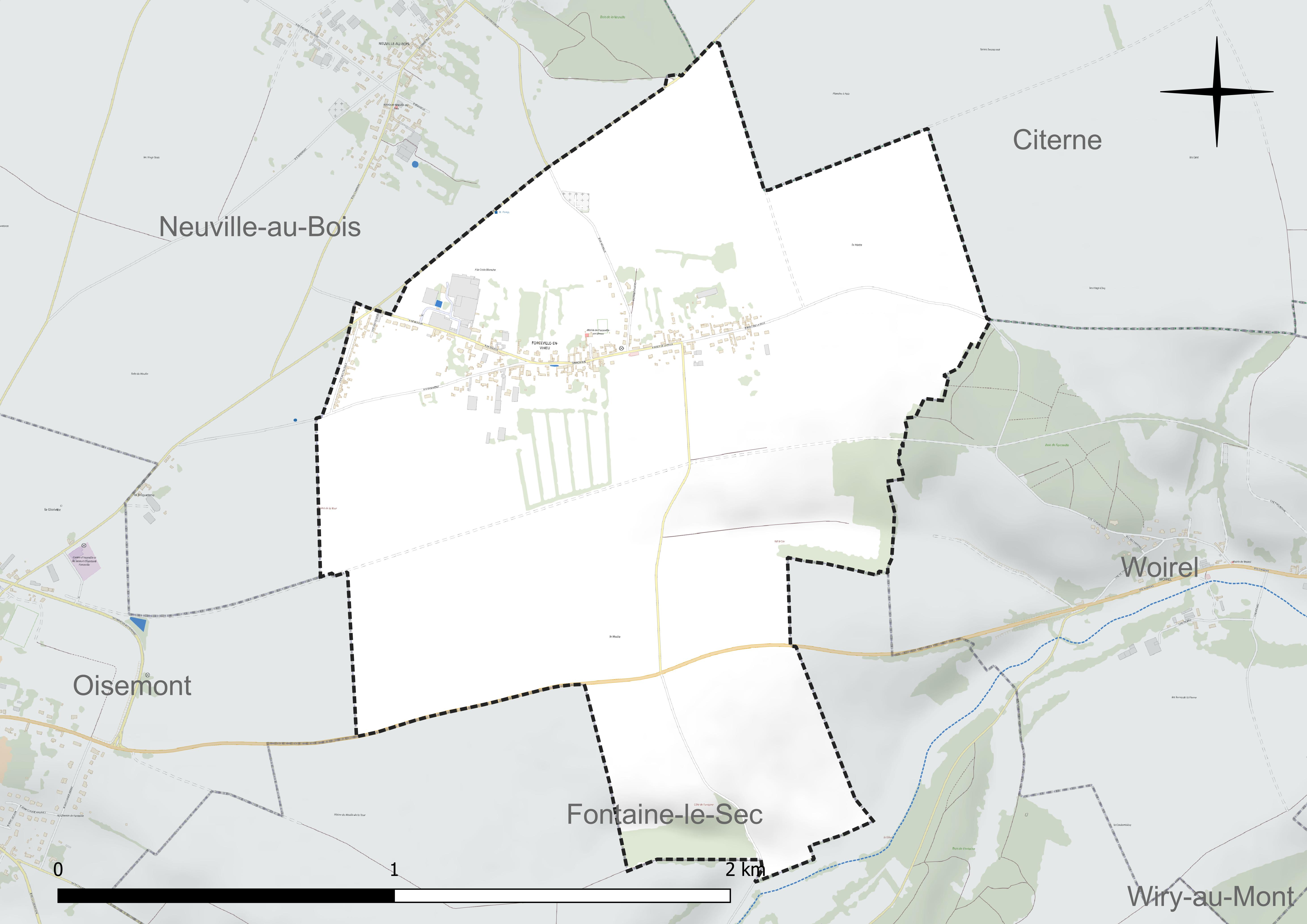
Réseau hydrographique de Forceville-en-Vimeu.

### Climat
Pour des articles plus généraux, voir Climat des Hauts-de-France et Climat de la Somme.
En 2010, le climat de la commune est de type climat océanique dégradé des plaines du Centre et du Nord, selon une étude du CNRS s'appuyant sur une série de données couvrant la période 1971-2000. En 2020, Météo-France publie une typologie des climats de la France métropolitaine dans laquelle la commune est exposée à un climat océanique et est dans la région climatique Côtes de la Manche orientale, caractérisée par un faible ensoleillement (1 550 h/an) ; forte humidité de l'air (plus de 20 h/jour avec humidité relative > 80 % en hiver), vents forts fréquents.
Pour la période 1971-2000, la température annuelle moyenne est de 10,2 °C, avec une amplitude thermique annuelle de 13,3 °C. Le cumul annuel moyen de précipitations est de 829 mm, avec 12,5 jours de précipitations en janvier et 8,5 jours en juillet. Pour la période 1991-2020, la température moyenne annuelle observée sur la station météorologique la plus proche, située sur la commune d'Oisemont à 3 km à vol d'oiseau, est de 11,1 °C et le cumul annuel moyen de précipitations est de 801,4 mm,. Pour l'avenir, les paramètres climatiques de la commune estimés pour 2050 selon différents scénarios d'émission de gaz à effet de serre sont consultables sur un site dédié publié par Météo-France en novembre 2022.
| Mois                                  | jan.             | fév.            | mars          | avril         | mai             | juin           | jui.          | août           | sep.          | oct.            | nov.            | déc.             | année      |
| ------------------------------------- | ---------------- | --------------- | ------------- | ------------- | --------------- | -------------- | ------------- | -------------- | ------------- | --------------- | --------------- | ---------------- | ---------- |
| Température minimale moyenne (°C)     | 1,9              | 1,9             | 3,7           | 5,2           | 8,3             | 11,3           | 13,4          | 13,5           | 11            | 8,4             | 5,1             | 2,6              | 7,2        |
| Température moyenne (°C)              | 4,4              | 4,8             | 7,4           | 10            | 13,2            | 16,1           | 18,3          | 18,4           | 15,5          | 12              | 7,8             | 5                | 11,1       |
| Température maximale moyenne (°C)     | 6,9              | 7,7             | 11,2          | 14,8          | 18              | 21             | 23,2          | 23,3           | 20,1          | 15,5            | 10,5            | 7,3              | 15         |
| Record de froid (°C) date du record   | −12,7 01.01.1997 | −13 07.02.1991  | −8,8 04.03.05 | −4 08.04.03   | −0,9 05.05.1996 | 2,2 02.06.1991 | 6 07.07.1996  | 5,9 25.08.1993 | 2,6 30.09.18  | −4,9 29.10.1997 | −8,4 30.11.1989 | −13,2 29.12.1996 | −13,2 1996 |
| Record de chaleur (°C) date du record | 15,6 01.01.22    | 18,7 15.02.1998 | 24,8 31.03.21 | 27,6 19.04.18 | 31,7 27.05.05   | 36,4 18.06.22  | 41,4 25.07.19 | 38 10.08.03    | 34,2 10.09.23 | 29,1 01.10.11   | 20,9 07.11.15   | 16,1 31.12.22    | 41,4 2019  |
| Précipitations (mm)                   | 67,8             | 59,4            | 58,2          | 49,3          | 63,4            | 57,5           | 60            | 72             | 63,6          | 72,7            | 80,9            | 96,6             | 801,4      |

## Urbanisme

### Typologie
Au 1er janvier 2024, Forceville-en-Vimeu est catégorisée commune rurale à habitat dispersé, selon la nouvelle grille communale de densité à sept niveaux définie par l'Insee en 2022.
Elle est située hors unité urbaine et hors attraction des villes,.

### Occupation des sols
L'occupation des sols de la commune, telle qu'elle ressort de la base de données européenne d'occupation biophysique des sols Corine Land Cover (CLC), est marquée par l'importance des territoires agricoles (90,5 % en 2018), une proportion identique à celle de 1990 (90,5 %). La répartition détaillée en 2018 est la suivante : 
terres arables (90,2 %), zones urbanisées (8,1 %), forêts (1,4 %), zones agricoles hétérogènes (0,3 %). L'évolution de l'occupation des sols de la commune et de ses infrastructures peut être observée sur les différentes représentations cartographiques du territoire : la carte de Cassini (XVIIIe siècle), la carte d'état-major (1820-1866) et les cartes ou photos aériennes de l'IGN pour la période actuelle (1950 à aujourd'hui).

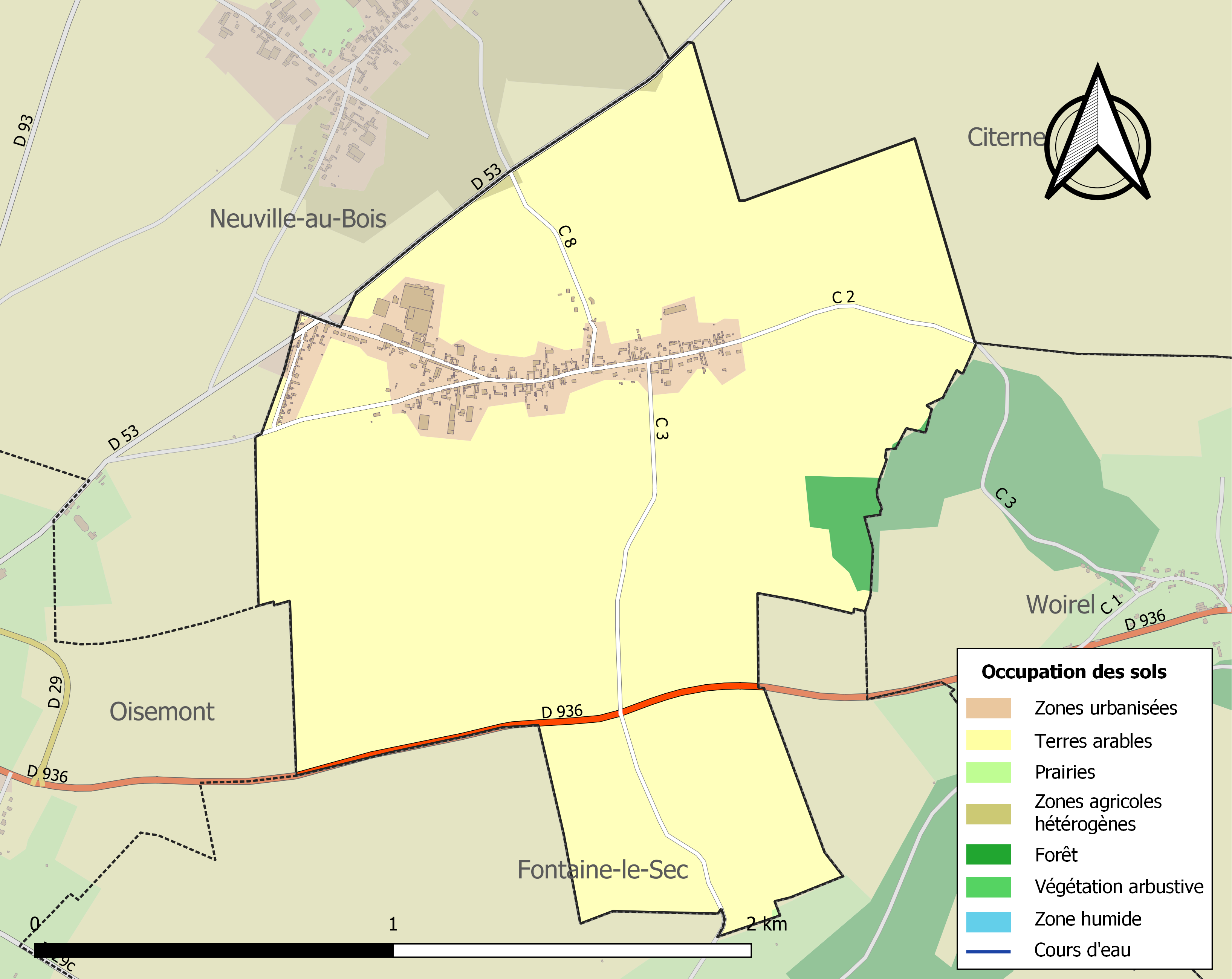
Carte des infrastructures et de l'occupation des sols de la commune en 2018 (CLC).

### Voies de communication et transports
En 2019, la localité est desservie par la ligne d'autocars no 1 (Mers-lès-Bains - Oisemont - Amiens) du réseau Trans'80, Hauts-de-France, chaque jour de la semaine sauf le dimanche et les jours fériés et la ligne no 20 (Oisemont - Abbeville) les jours du marché d'Abbeville, le mercredi et le samedi).

## Toponymie
Forcheville est cité en 1646, relevé dans l'Histoire ecclésiastique d'Abbeville.
Le Vimeu est une région naturelle de France, située dans l'ouest de la Picardie et délimitée par deux vallées, celle de la Bresle au sud  et celle de la Somme au nord.
Le nom du village se dit Forscheville en patois local.

## Histoire

### Antiquité
Une voie romaine allant d'Amiens à la mer traversait le village, elle conduit encore à Cerisy.

### Moyen Âge
À environ 300 m du village, un bosquet appelé la Motte témoignerait de la présence d'un ancien château féodal.
La famille de Forceville remonterait à Louis-le-Gros et aurait conservé ce nom jusqu'à la Révolution. Son château a été reconstruit au centre du village.

### Temps modernes
Les déplacements sont facilités par la mise en service en 1872 par la ligne de chemin de fer à voie unique Canaples à Longroy-Gamaches, avec une halte dans la commune (au point kilométrique 22,275 depuis la gare de Longpré-Les-Corps-Saints). La ligne desservait Longpré-les-Corps-Saints / Bettencourt-Rivière / Airaines / Allery / Wiry-au-Mont / Forceville / Oisemont / Cerisy-Buleux / Martainneville - Saint-Maxent / Vismes-au-Val / Maisnières / Gamaches et Longroy - Gamaches.
Cette ligne faisait essentiellement du trafic fret en desservant les coopératives mais aussi quelques voyageurs. La fin du service voyageurs a lieu dès la fin de la Seconde Guerre mondiale.

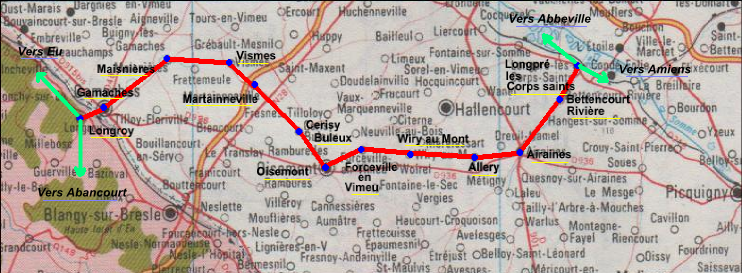

## Politique et administration

### Rattachements administratifs et électoraux
La commune se trouvait jusqu'en 2009 dans l'arrondissement d'Amiens du département de la Somme. De 2009 à 2016, elle est intégrée à l'arrondissement d'Abbeville, avant de réintégrer le 1er janvier 2017 l'arrondissement d'Amiens. Pour l'élection des députés, elle fait partie depuis 2012 de la troisième circonscription de la Somme.
Elle faisait partie depuis 1793 du canton d'Oisemont. Dans le cadre du redécoupage cantonal de 2014 en France, la commune est intégrée au canton de Poix-de-Picardie.

### Intercommunalité
La commune était membre de la petite communauté de communes de la Région d'Oisemont (CCRO), créée au 1er janvier 1995.
Dans le cadre des dispositions de la loi portant nouvelle organisation territoriale de la République du 7 août 2015, qui prévoit que les établissements publics de coopération intercommunale (EPCI) à fiscalité propre doivent avoir un minimum de 15 000 habitants, la préfète de la Somme propose en octobre 2015 un projet de nouveau schéma départemental de coopération intercommunale (SDCI) qui prévoit la réduction de 28 à 16 du nombre des intercommunalités à fiscalité propre du département.
Ce projet prévoit la « fusion des communautés de communes du Sud-Ouest Amiénois, du Contynois et de la région d'Oisemont », le nouvel ensemble de 37 412 habitants regroupant 120 communes,. À la suite de l'avis favorable de la commission départementale de coopération intercommunale en janvier 2016, la préfecture sollicite l'avis formel des conseils municipaux et communautaires concernés en vue de la mise en œuvre de la fusion.
La communauté de communes Somme Sud-Ouest (CC2SO), dont est désormais membre la commune, est ainsi créée au 1er janvier 2017.

### Liste des maires
| Période                                  | Période                      | Identité       | Étiquette | Qualité                        |
| ---------------------------------------- | ---------------------------- | -------------- | --------- | ------------------------------ |
| Les données manquantes sont à compléter. |                              |                |           |                                |
| mars 2001                                | En cours (au 7 juillet 2020) | Philippe Dubos |           | Réélu pour le mandat 2020-2026 |

## Population et société

### Démographie
L'évolution du nombre d'habitants est connue à travers les recensements de la population effectués dans la commune depuis 1793. Pour les communes de moins de 10 000 habitants, une enquête de recensement portant sur toute la population est réalisée tous les cinq ans, les populations de référence des années intermédiaires étant quant à elles estimées par interpolation ou extrapolation. Pour la commune, le premier recensement exhaustif entrant dans le cadre du nouveau dispositif a été réalisé en 2008.

En 2022, la commune comptait 231 habitants, en évolution de −3,75 % par rapport à 2016 (Somme : −1,26 %, France hors Mayotte : +2,11 %).
| 1793 | 1800 | 1806 | 1821 | 1831 | 1836 | 1841 | 1846 | 1851 |
| ---- | ---- | ---- | ---- | ---- | ---- | ---- | ---- | ---- |
| 216  | 215  | 230  | 199  | 247  | 232  | 242  | 245  | 258  |

| 1856 | 1861 | 1866 | 1872 | 1876 | 1881 | 1886 | 1891 | 1896 |
| ---- | ---- | ---- | ---- | ---- | ---- | ---- | ---- | ---- |
| 251  | 244  | 245  | 207  | 220  | 237  | 243  | 239  | 265  |

| 1901 | 1906 | 1911 | 1921 | 1926 | 1931 | 1936 | 1946 | 1954 |
| ---- | ---- | ---- | ---- | ---- | ---- | ---- | ---- | ---- |
| 230  | 241  | 271  | 327  | 394  | 396  | 391  | 321  | 344  |

| 1962 | 1968 | 1975 | 1982 | 1990 | 1999 | 2006 | 2008 | 2013 |
| ---- | ---- | ---- | ---- | ---- | ---- | ---- | ---- | ---- |
| 358  | 310  | 306  | 279  | 261  | 262  | 268  | 270  | 244  |

| 2018 | 2022 | - | - | - | - | - | - | - |
| ---- | ---- | - | - | - | - | - | - | - |
| 237  | 231  | - | - | - | - | - | - | - |

### Enseignement
En matière d'enseignement élémentaire et maternel, les enfants du village relèvent du regroupement pédagogique concentré mis en place à l'école publique d'Oisemont, destinée à accueillir 300 élèves. La compétence scolaire est mise en œuvre par la communauté de communes Somme Sud-Ouest.

## Économie
La petite usine Forcefil y fabrique des fils pour tapis et moquettes[réf. nécessaire].

## Culture locale et patrimoine

### Lieux et monuments
- À Forceville se trouve un château du XVIIe siècle.
- Ancienne usine textile, construite en 1879, 1891, 1921 et 1971[31].
- L'emprise de l'ancienne ligne de Canaples à Longroy - Gamaches a été transformée en voie verte de promenade[32].

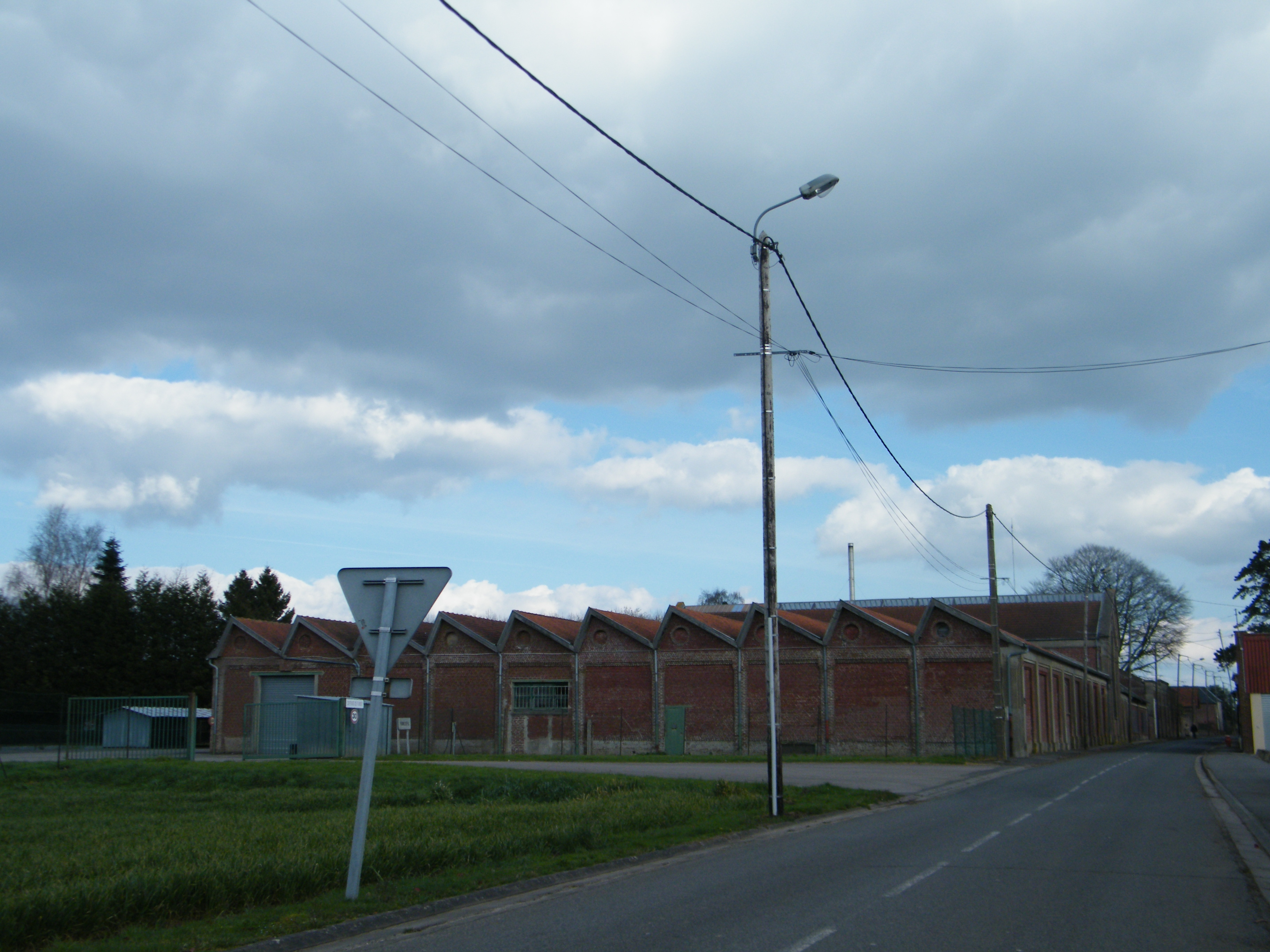
L'industrie textile a été très présente à Forceville.
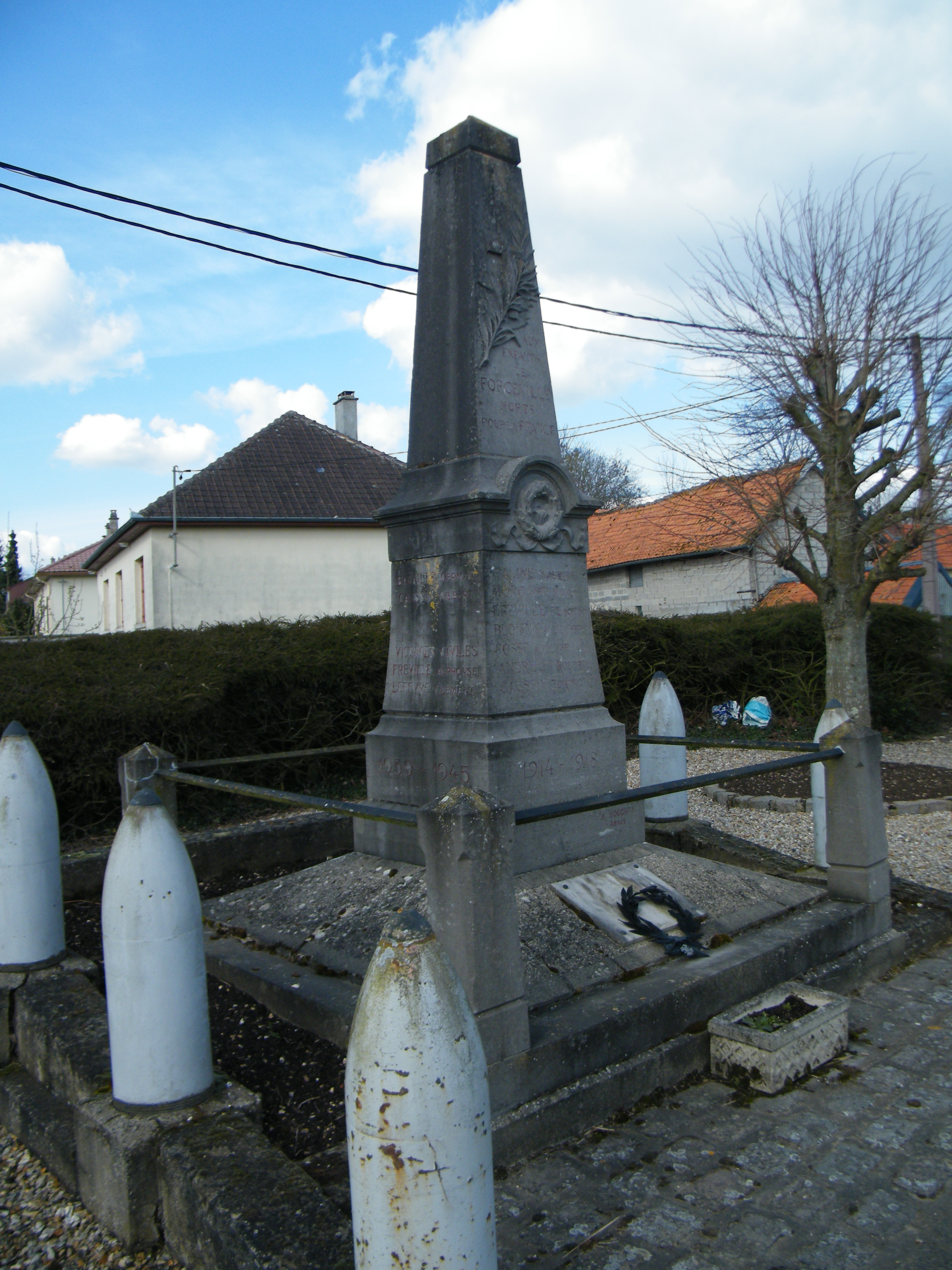
Le monument aux morts.
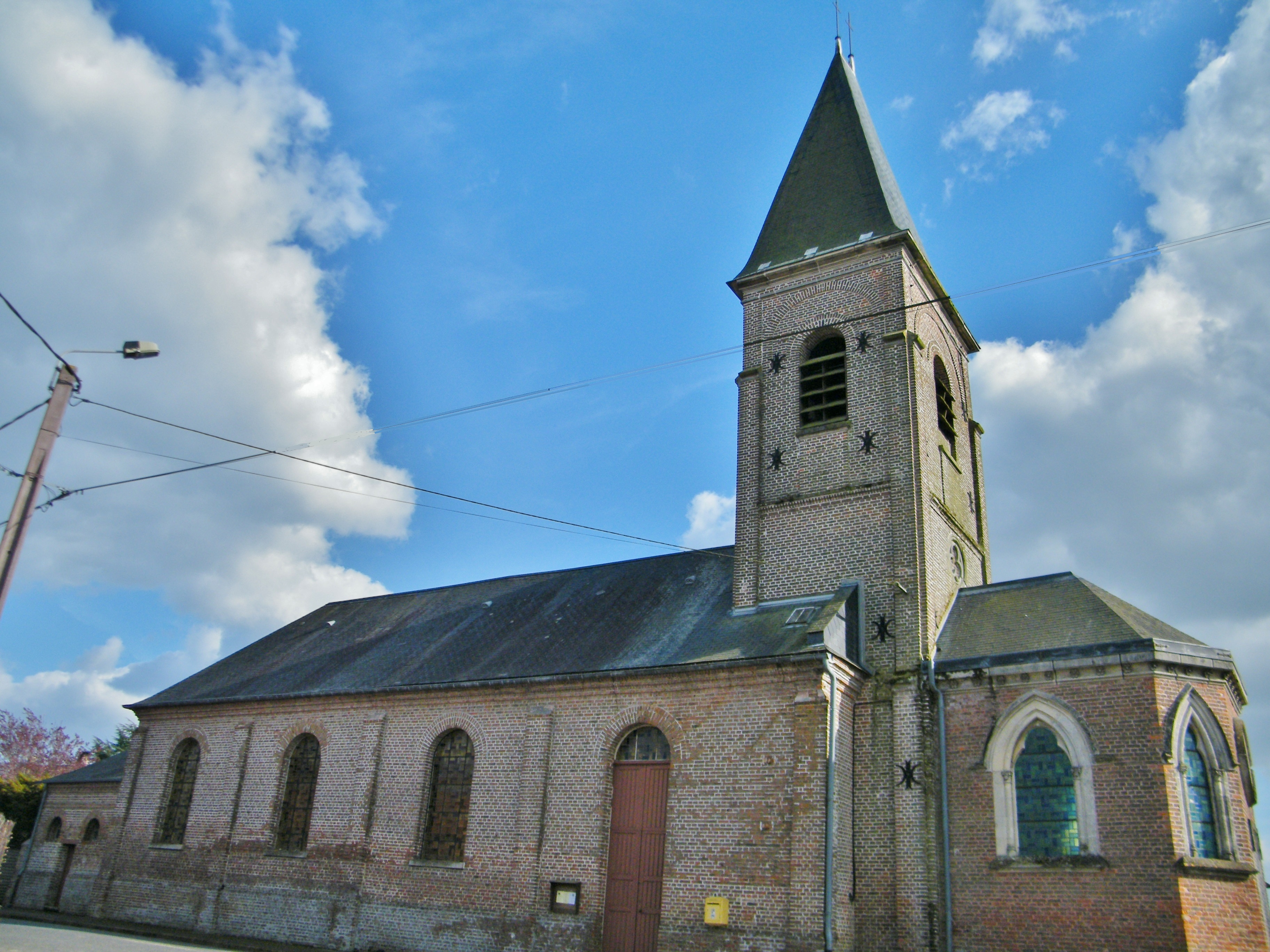
L'église, côté nord.

### Héraldique
|  | Les armes de la commune se blasonnent ainsi : de gueules au sautoir d'argent, cantonné de quatre merlettes du même. |